# 13 Alabama Ghosts and Jeffrey
13 Alabama Ghosts and Jeffrey es un libro publicado por primera vez en 1969 por la folclorista, Kathryn Tucker Windham y Margaret Gillis Figh. El libro contiene trece historias de fantasmas del estado estadounidense de Alabama. El libro fue el primero de una serie de siete libros de Jeffrey, la mayoría con historias de fantasmas de la región sur de Estados Unidos. Jeffrey en el título del libro se refiere a un fantasma que supuestamente ronda la casa Windham.

## Origen
El prólogo del libro describe cómo Windham llegó a interesarse por las historias de fantasmas. Comenzó con incidentes fantasmales en la casa de la familia Windham en Selma que Windham atribuyó a un espíritu al que llamó "Jeffrey". Al principio, la familia escuchó pasos en habitaciones que luego se encontrarían vacías. Una supuesta fotografía de Jeffrey, incluida en el libro, fue tomada dentro de la casa. La noche en que se realizó la fotografía, unos jóvenes que visitaban la casa decidieron jugar con una tabla Ouija, tratando de contactar a Jeffrey. Cuando revelaron las fotos tomadas esa noche, se vio una forma vagamente parecida a la de un humano al lado de una niña en la fotografía. Poco después de que se lo llevaran, Windham se puso en contacto con Figh, un destacado coleccionista de historias de fantasmas, para preguntarle por Jeffrey. De esa reunión nació la idea de 13 Alabama Ghosts and Jeffrey.
En el prefacio del libro, Windham dice que aunque hay muchas historias de fantasmas en Alabama, quería elegir historias para su libro que "habían entretenido a muchas generaciones" y eran "una parte preciada del folclore sureño". Windham buscó historias a partir de las cuales pudiera describir no solo al fantasma, sino también la comunidad y el estilo de vida de las personas que informaron por primera vez sobre el fantasma. Windham dedica tanto tiempo a describir a las personas y los lugares que rodean las historias de fantasmas como al propio fantasma.

## Historias incluidas
- El fantasma del arquitecto enojado.
- Luces de la muerte en la torre.
- La vigilia fiel en Carlisle Hall.
- El espectro en el laberinto de Cahaba.
- El barco de vapor fantasma del Tombigbee.
- El fantasma inquieto en Gaineswood.
- La cara en la ventana del juzgado.
- Capitán fumador de pipa de Mobile.
- El regreso del banquero arruinado.
- El agujero que no permanecerá lleno.
- La dama roja de Huntingdon College.
- El espíritu que llora en el pozo.
- El fantasma danzante de Grancer Harrison.

## Controversia
A pesar de ser muy popular en Alabama, el libro atrajo cierta controversia por parte de ciertos cristianos en el estado que dijeron que el libro promovía creencias incompatibles con el cristianismo. De hecho, Windham dijo que había recibido cartas de personas que le decían que estaba condenada al infierno por escribir los libros de Jeffrey. En una entrevista con The Birmingham News, Windham respondió a estas afirmaciones y dijo: "Si me voy al infierno, y no puedo negarlo, porque no me corresponde a mí juzgarlo, no será por contar historias de fantasmas; Tengo defectos mucho mayores que eso".

## Adaptaciones
13 Alabama Ghosts and Jeffrey ha sido adaptado a un musical por Don Everett Garrett y Kevin Francis Finn. Kathryn Tucker Windham dio su bendición para la adaptación y vio el estreno en el Cabaret Theatre de Red Mountain Theatre Company en octubre de 2010, antes de su fallecimiento. El musical ahora está disponible para escuelas y organizaciones artísticas de los autores.